# 吴禄贞墓
吴禄贞墓，位于中国河北省石家庄市长安区长安公园一土山之上，为中国近代革命家吴禄贞以及与之同时殉难的副官张世膺和周维桢三人之墓。1982年7月23日，列入省级文物保护单位。
吴禄贞于1911年武昌起义后，前往滦州与蓝天蔚、张绍曾等举兵反清，又回到石家庄策划北方新军起义。1911年11月7日，被袁世凯指使的周符麟收买的吴之护卫马步周杀害于石家庄，并割其首级去清廷邀功。阎锡山与晋军收吴的遗体并暂时安葬于娘子关。1913年11月7日，吴张周三人的遗体葬于石家庄火车站内，并有凭吊楼和当时副总统黎元洪所书对联：

迢迢石莊道上，淒絕憑弔樓頭；檻外峰迴路轉，芳名萬古不朽。

吴禄贞墓碑和碑文为山西郭象昇以阎锡山名义书写，有“故燕晋联军大将军綬卿吴公之墓”及碑文详述吴被戕前後经过，惟碑文指吴被刺系良弼主使，与目前大家倾向认为是袁世凯主谋相左。在很长一段时间里，吴禄贞墓是石家庄屈指可数的主要景点，一称“吴公墓”或“吴公祠”。1982年3月，吴禄贞墓迁建于长安公园内。

##### 吴禄贞墓
吴禄贞等三人墓碑为尖塔形，基座前有墓，吴居中，张世膺、周维桢分别位于其左右，张的墓碑有“故燕晋联军参谋华飞张烈士之墓”（张字华飞）等字，周的有“故燕晋联军参谋幹臣周烈士之墓”（周字幹臣）等字。
吴禄贞墓有铭曰：

   有奇男子，起江汉滨，躯干虽小，气压辈伦。
    侧足焦原，包天者胆，投龟大呼，缚虎笑瞰。
    再扦文纲，卒应世儒，鬑鬑白皙，专城以居。
    人亦有言，授人以柄，彼昏不知，曰入吾阱。
    北风胡马，越鸟南枝，炎耶黄耶，惟寐忘之。
    合燕晋军，拊京师背，指顾之间，天下两戴。
    志则大矣，命其奈何！飞蓬之间，以身荐瘥。
    血食万家，曰酬发难，矧公勋伐，固一时冠。
    峨峨贞石，刻此铭辞，为天下痛，非以其私。
    来者为谁，敢告一语，失败英雄，独有千古。

山西晋城郭象升（字可阶）以阎锡山之名义，撰写了《故燕晋联军大将军吴公之碑》，其文（亦可见《郭允叔文抄》卷下）曰：
|  | 呜呼！自民军建义以来，天下雄骏奇男子，断脰陷胸，以殉其夙昔所抱之义者多矣，其成败或局于一隅，其得失或待乎论定；若夫举足右左，禹域大势随之为转移，虽所事不终，而声势砰辚，足以慑敌胆而夺之气；肘腋折挠，亡形成焉，如绶卿吴公者，其志事尤可悲也！ 辛亥九月初八日，晋民军起，锡山被推为都督，与诸君子策攻守方略，佥曰守娘子关最急，是日移偏师驻之。事起仓促，公私赤立扫地，于守事未能善也。当是时，武汉一日战数接，南北汹汹，未有所定。公方为清六镇统制，与滦帅（今归绥将军）张绍曾谋举义河朔，留滦军中久之，而清廷以公部将吴旅长鸿昌将六镇兵攻晋，辅之以旗军，惧贰也。于是参谋何遂、朱鼎勋来觇军，至乏驴岭，知晋守不固，有主速攻者，遂诡词阻之。遂以六镇军次石家庄。公至自滦军，审晋事，欲只身入京，有所要请。公客周维桢、张世膺曰，“公在滦所图者何事？清廷宁不闻之，是入虎穴也。”乃止行，而使周维桢来议联军事。锡山与维桢约：“吴公果助义师者，当檄旗军攻固关，晋击其前，公击其后；旗军歼，燕晋联军之事，乃可言也。”维桢以报公。公允之，而诡以招抚晋军入告。清廷因疑公不诚，然卒授公巡抚，冀可以爵饵，而公划策覆清益急。会清南征军军火过石家庄，公挥部下径留之，复草疏请正汉口军焚杀之罪，意将坐以困清也。锡山使参谋仇亮促进兵，又以电话谐之曰：“公为巡抚所动耶?”公遽曰：“是何言？行当至关上，与公相见，掬示方寸耳!”九月十四日，公与吴鸿昌、何遂叩关请面锡山，锡山坚持前约。公笑曰：“少须之，定不相负也!”呜呼，岂知祸变遂生于意外也哉！虽然，公死而清室已震撼不固，晋军形势既振，清南征亦狼顾惕息焉，首尾衡决，和议之说遂起。然则公之为功于民国者大矣！非特晋事赖公以无败也！ 始公以世家子留学日本，庚子唐才常起义汉口，公焚大通应之，事败东走，清大吏名捕公，不能得。文网稍弛，归为清廷筹练新军，又充专使，与日本争间岛，以劳烈授副都统，佩边务大臣印。已而充六镇编制。六镇者，旧武卫右军也。公至军，稍变其营制，又欲易置将弁数人，未得竟施，军中向背各半，故谋公者得因而用之。初，清军咨使良弼，与公相善也，然内实忌公甚，至是以二万金贿公部下阴图公。公驻军石家庄，以车站票房为行辕，夜饮酒醉，与周维桢、张世膺治军书；刺公者突前，以贺简晋抚为言，枪击公，中要害，遂取公元以去，世膺、维桢并死之，时清宣统三年九月十六日夜分，实十七早一钟后也。呜呼，岂不悲哉！公初与锡山约，以晋军六营至石家庄防旗兵为变，锡山檄刘国盛率第一营赴其约，甫至，而公被刺；遂拆毁铁路十余里，收公辎重以西。公部下闻变，悉臂缠白布出与旗军战，久之始定，而燕晋联军之举遂已矣！ 公讳禄贞，绶卿其字，湖北云梦人。八九岁诵书史，日可千言；稍长，学剑术，治兵家言，皆深通；溢其余以为诗歌；行草书尤迈往可喜；开朗豁达，视当世蔑如也。始与锡山见，即曰，“我老革命家，子不闻耶？”又曰，“晋事我具知之，某年某月成几军，某年某月购械弹若干，耗用外，今当存若干。”言之历历，如屈伸指而数庭树，锡山为之瞠也。死时，年仅三十有二。其事状世既多有传者，兹不著。著其关键兴亡者，俾过燕南者，流连故垒，慨然想见公之为人，不独锡山区区抒其私痛已也！ |